# João Hermes Pereira de Araújo
João Hermes Pereira de Araújo (* 30. März 1926 in Rio de Janeiro; † 2016) war ein brasilianischer Diplomat.

## Leben
João Hermes Pereira de Araújo ist der Sohn von Glória da Fonseca Hermes Pereira de Araújo und Walter Pereira de Araújo. Er ist Bachelor of Laws der Faculdade de Direito der Pontifícia Universidade Católica de São Paulo.
Er besuchte das Instituto Rio Branco und wurde 1951 Konsul dritter Klasse, 1956 wurde er Gesandtschaftssekretär zweiter Klasse und 1965 erster Klasse, 1967 Gesandtschaftsrat, 1971 Gesandter zweiter Klasse und 1976 Gesandter erster Klasse. Von 1954 bis 1960 war er Gesandtschaftssekretär beim Heiligen Stuhl. Von 1964 bis 1967 war er Gesandtschaftssekretär in Buenos Aires. Von 1975 bis 1981 leitete die Abteilung Nord- und Südamerika des Itamaraty.
Von 1981 bis 1983 war er Botschafter in Bogotá. Von 1984 bis 1987 war er Botschafter in Buenos Aires. Von 1988 bis 1991 war er Botschafter in Paris. Von 1991 bis 2005 leitete er das Museu Histórico e Diplomático do Itamaraty.